# Tipula leucosema
Tipula leucosema är en tvåvingeart som beskrevs av Edwards 1928. Tipula leucosema ingår i släktet Tipula och familjen storharkrankar. Inga underarter finns listade i Catalogue of Life.